# Kim Plofker
Kim Leslie Plofker (* 25. November 1964) ist eine US-amerikanische Mathematikhistorikerin, die sich insbesondere mit indischer Mathematikgeschichte beschäftigt.

## Leben
Plofker machte ihren Bachelor-Abschluss in Mathematik 1985 am Haverford College und arbeitete danach als Software-Ingenieurin und Programmiererin am MIT Lincol Laboratory  und ab 1989 an der Brown University, wo sie auch Software für die Abteilung Mathematikgeschichte betreute. Sie wurde  1985 an der Brown University bei David Pingree promoviert (Mathematical Approximation by Transformation of Sine Functions in Medieval Sanskrit Astronomical Texts), wo sie danach forschte und später mehrfach Gastprofessorin war. 1997 bis 1999 war sie in Teilzeit Softwareingenieurin bei Texterity, während sie weiterhin Software an der Brown University betreute. Ende der 1990er Jahre war sie Technischer Direktor des American Committee for South Asian Manuscripts der American Oriental Society, wobei sie sich auch mit der Entwicklung von Programmen für den Textvergleich befasste. 2000 bis 2004 war sie am Dibner Institute for the History of Science and Technology (MIT). 2004 bis 2005 war sie Gastprofessor in Utrecht und gleichzeitig Fellow des International Institute for Asian Studies in Leiden. 2006/07 ordnete sie nach dem Tod von David Pingree dessen wissenschaftlichen Nachlass und sehr umfangreiche Manuskriptsammlung und betreute dessen letzten Doktoranden. 2007 wurde sie zunächst Gastprofessor und 2012 Assistant Professor am Union College in Schenectady, wo sie zurzeit (2019) Associate Professor ist.
Kim Plofker befasst sich mit der Geschichte der indischen Mathematik, worüber 2008 das Buch Mathematics in India von ihr erschien, das sich schnell als Standardwerk etabliert hat. Sie interessiert sich insbesondere für den Austausch von Mathematik und Astronomie zwischen Indien und dem Islam im Mittelalter und allgemein in den exakten Wissenschaften zwischen Europa und Asien von der Antike bis zum 20. Jahrhundert. Sie veröffentlichte unter anderem über frühe Geschichte numerischer Approximation in Sanskrit-Texten, die unterschiedlichen Herangehensweisen in sphärischer Trigonometrie in Indien und der islamischen Welt und Leonhard Eulers Untersuchung indischer Kalenderrechnungen. Kim Plofker besucht häufig Indien um Manuskripte zu studieren.
2010 hielt sie einen Plenarvortrag auf dem Internationalen Mathematikerkongress in Hyderabad (Indian rules, Yavana rules: foreign identity and the transmission of mathematics), 2011 wurde sie mit der Brouwer-Medaille ausgezeichnet.

## Schriften (Auswahl)

### Autorin
Aufsätze
- An example of the secant method of iterative approximation in a fifteenth century. In: Historia Mathematica. Bd. 23 (1996), ISSN 0315-0860, S. 246–256.
- Euler and Indian Astronomy. In: Robert E. Bradley (Hrsg.): Leonhard Euler. Life, work and legacy. (Studies in the history and philosophy of mathematics; Bd. 5). Elsevier, Amsterdam 2008, ISBN 978-0-444-52728-8, S. 147–166.
- Mathematics in India. In: Victor J. Katz (Hrsg.): The mathematics of Egypt, Mesopotamia, China, India and Islam. A sourcebook. Princeton University Press, Princeton NJ 2007, ISBN 978-0-691-11485-9, S. 385–514.
- Mathematics and its worldwide history, Nieuw Archief voor Wiskunde, März 2012, pdf

Monographien
- Mathematics in India 500 BCE -1800 CE. Princeton University Press, 2008, Review des Buches von David Mumford, Notices AMS (PDF; 179 kB)

### Herausgeberin
- mit Charles Burnett, Jan Hogendijk, Michio Yano (Hrsg.): Studies in the history of Exact Sciences in Honour of David Pingree. (Islamic Philosophy, Theology, and Science; Bd. 54). Brill, Leiden 2004, ISBN 90-04-13202-3.